# Lobogonia
Lobogonia is een geslacht van vlinders van de familie spanners (Geometridae), uit de onderfamilie Larentiinae.

## Soorten
- L. aculeata Wileman, 1911
- L. ambusta Warren, 1893
- L. conspicuaria Leech, 1899
- L. formosana Bastelberger, 1909
- L. olivata Warren, 1896
- L. pallida Warren, 1894
- L. parallelaria Leech, 1897
- L. pseudomacariata Poujade, 1895
- L. salvata Prout, 1928